# 埃爾克里克 (密蘇里州)
埃爾克里克（英語：Elk Creek）是位於美國密蘇里州德克薩斯縣的非建制地區。

## 歷史
埃爾克里克的郵局自1860年營運至今。

## 地理
埃爾克里克所處的海拔為高於海平面344米（即1129英呎），而該地所採用的時區為UTC-6，即北美中部時區（CST）。同時該地設有夏令時間，為UTC-6調快一小時，即UTC-5（CDT）。